# ميتشيكو شيميزو
ميتشيكو شيميزو (باليابانية: 志水見千子؛ بالكانا: しみず みちこ) هي منافسة ألعاب القوى يابانية، ولدت في 22 سبتمبر 1970 في كيوتو في اليابان.

## وصلات خارجية
- ميتشيكو شيميزو على موقع الاتحاد الدولي لألعاب القوى (الإنجليزية)
- ميتشيكو شيميزو على موقع أوليمبيديا (الإنجليزية)